# Józef Tuławski
Józef Andrzej Tuławski (Tulawski, ur. 19 lutego 1699 w Reszlu, zm. w październiku 1781 w Dobrym Mieście) – kanonik dobromiejski, kaznodzieja, geometra, matematyk, konstruktor, astronom, autor jednego z najlepszych w Polsce podręczników teoretycznej i praktycznej gnomoniki.

## Rodzina
Pochodził z rodziny mieszczańskiej. Był synem reszelskiego sukiennika Macieja i Gertrudy.

## Kariera
- w latach 1711–1717 – kształcił się w gimnazjum jezuickim w Reszlu,
- od września 1718 – kontynuował naukę w kolegium jezuitów w Braniewie,
- 1723 – przyjął w Lidzbarku Warmińskim święcenia kapłańskie, duszpasterzował w Braniewie i Pieniężnie,
- studiował filozofię i fizykę w Poznaniu, gdzie uzyskał doktorat z filozofii,
- w latach 1739–1749 był proboszczem w Babiaku, a w latach 1750–1767 w Lubominie; cieszył się opinią wybitnego kaznodziei;
- 1751 – w Królewcu ukazał się podręcznik teoretycznej i praktycznej gnomoniki pt.Gnomonica facilitata autorstwa Józefa Tuławskiego, który pracę swą dedykował biskupowi warmińskiemu Adamowi Stanisławowi Grabowskiemu,
- pomagał Janowi Fryderykowi Enderschowi w zbieraniu materiału topograficznego do mapy Warmii wydanej w Elblągu w roku 1755,
- 1755 – otrzymał inwestyturę na kanonię w Dobrym Mieście,
- utrzymywał kontakty z fizykami i filozofami Albertyny w Królewcu,
- był konstruktorem urządzeń mechanicznych i zegarów słonecznych w wielu świątyniach warmińskich.